# Entephria hauderi
Entephria hauderi är en fjärilsart som beskrevs av Otto Staudinger 1922. Entephria hauderi ingår i släktet Entephria och familjen mätare. Inga underarter finns listade i Catalogue of Life.